# Hatiora cylindrica
Hatiora cylindrica (лат.) — эпифитный кактус, вид рода Хатиора (Hatiora) трибы Рипсалисовые (Rhipsalideae) семейства Кактусовые (Cactaceae), эндемик Бразилии. Встречается в восточной Бразилии, где произрастает во влажных лесах, на дюнах и прибрежных скалах.

## Ботаническое описание
Hatiora cylindrica похожа на хатиору солеросовую (Hatiora salicornioides) и ранее включалась в этот вид. Как и H. salicornioides, Hatiora cylindrica — безлистный кактус с множеством разветвлённых зелёных стеблей, состоящих из отдельных сегментов. Стебли имеют цилиндрическую форму, в отличие от бутылкообразных у H. salicornioides. Цветки, расположенные на концах стеблей, имеют множество лепестков от жёлтого до оранжевого цвета и довольно широко раскрываются. Плоды — белые плоды.

## Таксономия
Вид Hatiora cylindrica впервые описан Натаниэлем Бриттоном и Джозефом Роузом в 1923 году. Он не всегда рассматривался как отдельный вид и был включен в H. salicornioides либо как форма, либо как разновидность cylindrica. Молекулярно-филогенетические исследования подтвердили его принадлежность к роду и трибе Рипсалисовые, а также показали, что он тесно связан с H. salicornioides (который может включать некоторые другие отдельные виды).

## Распространение и местообитание
Hatiora cylindrica произрастает в штате Баия на северо-востоке Бразилии, а также в штатах Минас-Жерайс и Рио-де-Жанейро на юго-востоке Бразилии. Возможно, произрастает в Эспириту-Санту, также на юго-востоке Бразилии. Встречается на высотах до 1200 м над уровнем моря. Растёт как эпифит в земле и, вероятно как литофит в различных средах обитания, включая влажные леса, песчаные дюны и прибрежные скалы.

## Охранный статус
При оценке 2010 года вид считался находящимся под угрозой исчезновения. Было найдено пять популяций, из которых только одна местность была охраняемой территорией. Основной угрозой было сокращение среды обитания, вызванное вырубкой лесов в результате расширения туризма, сельского хозяйства и строительства.